# Золотая рыбка (балет Черепнина)
Золота́я ры́бка — балет на музыку Николая Черепнина.
Композитор Н. Н. Черепнин в середине 1930-х годов, находясь в эмиграции, написал симфоническое произведение на известный сюжет сказки А. С. Пушкина «Сказка о рыбаке и рыбке».
Источники указывают разное название сочинения: «Сказка о рыбаке и рыбке» или сюита «Золотая рыбка». Новое музыкальное произведение стало известно в среде русской эмиграции. Музыка привлекла внимание балетмейстера-эмигранта М. М. Мордкина, который использовал её для создания своего балета по известному классическому сюжету. Балет получил название «Золотая рыбка» (англ. The Goldfish).
В 1937 году балет «Золотая рыбка» с музыкой Черепнина был поставлен в США, в Нью-Йорке, в труппе М. М. Мордкина «Мордкин балле» (англ. Mordkin Ballet), балетмейстер M. M. Мордкин. Оформил спектакль художник С. Ю. Судейкин.